# برينتون وود
برينتون وود (بالإنجليزية: Brenton Wood)‏ هو كاتب أغاني وموسيقي ومغني أمريكي، ولد في 26 يوليو 1941 في شريفبورت في الولايات المتحدة.

## وصلات خارجية
- برينتون وود على موقع IMDb (الإنجليزية)
- برينتون وود على موقع ميوزك برينز (الإنجليزية)
- برينتون وود على موقع أول موفي (الإنجليزية)
- برينتون وود على موقع أول ميوزيك (الإنجليزية)
- برينتون وود على موقع ديسكوغز (الإنجليزية)
- برينتون وود على موقع ديسكوغز (الإنجليزية)
- برينتون وود على موقع ديسكوغز (الإنجليزية)
- برينتون وود على موقع قاعدة بيانات الفيلم (الإنجليزية)
- برينتون وود على موقع كينوبويسك (الروسية)